# Kirche des Sergius von Radonesch (Nischni Nowgorod)

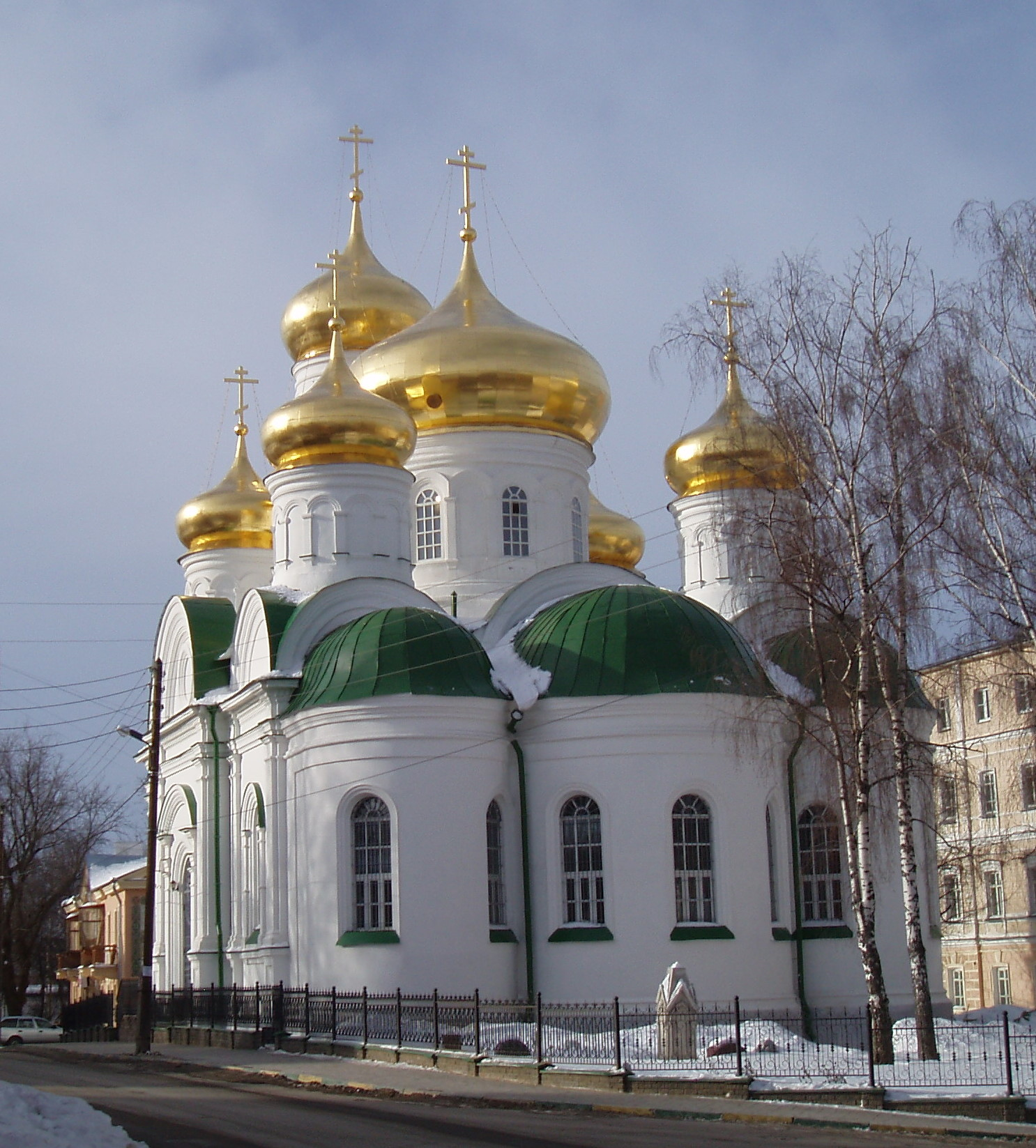
Die Kirche des Sergius von Radonesch in Nischni Nowgorod

Die Kirche des Sergius von Radonesch (russisch Храм преподобного Сергия Радонежского) ist eine russisch-orthodoxe Kirche in der Stadt Nischni Nowgorod in Russland. Erbaut wurde die Kirche von 1865 bis 1869. Geweiht wurde sie dem heiligen Sergius von Radonesch.

## Geschichte
Der Bau der Kirche begann 1865 und wurde vom russischen Zaren Alexander II. genehmigt. Bereits 1869 wurde die Kirche fertiggestellt. Während der Zeiten der Sowjetunion befand sich im Kirchengebäude der Künstlerverband.
Erst im Jahr 2003 wurde die Kirche des Sergius von Radonesch wieder der Diözese Nischni Nowgorod übergeben. Die zwölf Glocken im Glockenturm wurden 2006 angebracht, von denen die größte vier Tonnen wiegt. 
Die Einweihung erfolgte am 4. November 2006 durch den Erzbischof von Nischni Nowgorod und Arsamas. Bei der ersten Liturgie nach der Weihe der Kirche war der erste Vize-Ministerpräsident der russischen Regierung anwesend.
Am 27. Januar 2010 fand in der Kirche ein Gottesdienst zu Ehren der heiligen Nino statt. Er wurde in georgischer Sprache abgehalten.